# Cwm Gwaun
Cwm Gwaun és un poble i una comunitat del nord de Sir Benfro, Gal·les. Situat just a l'oest de Pontfaen (el qual forma part de la comunitat), es troba a 4,3 milles d'Abergwaun. Es troba a 130 km de Cardiff i a 206 km de Londres. El 2011 la població era de 6.047 habitants, dels quals 1.910 (31,6%) parlaven gal·lès I %76 havien nascut a Gal·les.

## Geografia
El 2008 es va comunicar que la comunitat tenia una àrea de 3.870 hectàrees i una població de 266 habitants. The Companion Guide to Wales descriu Cwm Gwaun com "un dels més importants canals de desgel de l'última glaciació trobat a les Illes britàniques." El riu Gwaun neix als turons Preseli, al costat del poble, i els seus afluents han format cavitats molt boscoses, així com valls secundàries molt estretes. Al nord-oest hi ha turons com el Mynydd Dinas i el Mynydd Melyn, i la vall forma una notable humitat. A la vall es troben arbres com el Roure, el Faig o el Salze. El punt més elevat dels Preseli és el Foel Cwmcerwyn, amb 535 metres. Aquesta àrea, de 5,2 milles (8.32 km), forma part del Pembrokeshire Coast National Park. També s'hi troben Indrets d'Especial Interès Científic com el de Gallt Llanerch - Coed Gelli-deg.

## Celebracions d'Any Nou

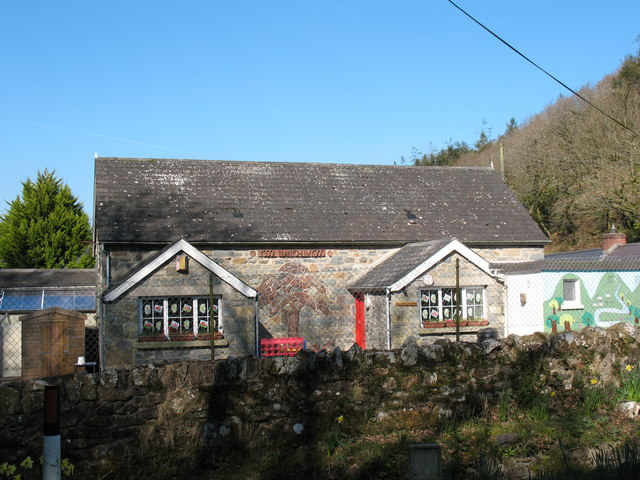
Escola local

Els habitants de Cwm Gwaun segueixen mantenint la tradició prèvia al 1752 del Calendari julià i celebren l'Any Nou (Hen Galan en gal·lès) el 13 de gener. Els nens caminen de casa en casa, cantant cançons tradicionals gal·leses. Com a agraïment, els habitants de les cases els fan regals, com ara caramels o diners. El 2012 es va anunciar que la majoria dels nens de primària tindrien festa a l'escola per poder participar en la celebració.

## Curiositats
- A Pontfaen hi ha una escola de primària i un pub de renom anomenat Dyffryn Arms, conegut localment com a Bessie's, dirigit per la família Bessie Davies des del 1840.[10]
- A la vall del Gwaun també s'hi troba una cerveseria situada a la Kilkiffeth Farm.[11]